# 薛謇
薛謇（749年—815年），唐朝官员。曾祖薛宝胤，少府少監、邠、雍二州刺史。祖薛繪，祠部郎中、金密绵三州刺史、龙门侯。父薛承矩，以文亡害，仕至大理丞。
薛謇历任驾部郎中、泗州刺史，元和八年（813年）十一月，为福建观察使。元和十年（815年）卒，年六十七。有子薛凝、薛茂宏。